# Österreichische Fußballmeisterschaft 1915/16
Die Österreichische Fußballmeisterschaft 1915/16 wurde vom Niederösterreichischen Fußball-Verband ausgerichtet und von dessen Mitgliedern bestritten. Es gab ursprünglich vier gleichberechtigte österreichische Meisterschaften, die sich auf das österreichische Kernland, Böhmen, Mähren-Schlesien und Polen (Galizien) verteilten und somit alle Gebiete Cisleithaniens umfassten. Während des Ersten Weltkrieges wurde jedoch ausschließlich die Erste Klasse des NFV als Kriegsmeisterschaft ohne Relegation ausgespielt.

## Österreichisches Kernland

### Erste Klasse (NFV)

#### Allgemeines
Die Saison 1915/16 in der Meisterschaft der Ersten Klasse wurde als zweite Kriegsmeisterschaft ausgetragen. Hierbei konnte sich der Floridsdorfer AC und Rapid knapp dahinter absetzen. Die Entscheidung fiel im direkten Duell am FAC-Platz zwei Runden vor Schluss. Johann Kraus schoss den FAC in Front, Ferdl Swatosch und Edi Bauer brachten bald die Grün-Weißen auf die Siegerstraße. Zwar konnte Kraus noch einmal ausgleichen, die in der zweiten Hälfte erzielte Fredl Swatosch schließlich das meisterschaftsentscheidende 3:2. Ein Sieg, der schließlich in der letzten Runde beim 7:1 gegen Titelverteidiger WAC gebührend gefeiert werden konnte und Rapid den dritten Titel als österreichischer Fußballmeister brachte. Der Abstieg blieb indes in der Kriegsjahren weiterhin ausgesetzt.

#### Abschlusstabelle
| Pl.                                                          | Verein                | Sp. | S  | U | N  | Tore    | Quote | Punkte |
| ------------------------------------------------------------ | --------------------- | --- | -- | - | -- | ------- | ----- | ------ |
| 1.                                                           | SK Rapid Wien         | 18  | 15 | 1 | 2  | 087:260 | 3,35  | 31     |
| 2.                                                           | Floridsdorfer AC (C)  | 18  | 14 | 1 | 3  | 051:180 | 2,83  | 29     |
| 3.                                                           | Wiener Association FC | 18  | 12 | 2 | 4  | 065:240 | 2,71  | 26     |
| 4.                                                           | Wiener AC (M)         | 18  | 12 | 2 | 4  | 064:350 | 1,83  | 26     |
| 5.                                                           | SpC Rudolfshügel      | 18  | 10 | 2 | 6  | 054:390 | 1,38  | 22     |
| 6.                                                           | SC Wacker Wien        | 18  | 6  | 6 | 6  | 028:340 | 0,82  | 18     |
| 7.                                                           | Wiener Amateur-SV     | 18  | 6  | 2 | 10 | 023:460 | 0,50  | 14     |
| 8.                                                           | Wiener Sport-Club     | 18  | 3  | 1 | 14 | 028:490 | 0,57  | 07     |
| 9.                                                           | 1. Simmeringer SC EK1 | 18  | 2  | 0 | 16 | 018:910 | 0,20  | 04     |
| 10.                                                          | ASV Hertha Wien EK2   | 18  | 1  | 1 | 16 | 012:680 | 0,18  | 03     |
| Stand: Endstand. Quelle: Austria Soccer, Rapid-Archiv, RSSSF |                       |     |    |   |    |         |       |        |

| (M) | Österreichischer Meister 1914/15              |
| (C) | Wiener-Cup-Sieger 1915 (inoffizieller Bewerb) |

Aufsteiger
- Zweite Klasse A: keiner, da Erster Weltkrieg

#### Spiele im Detail
| Durchgang im Sommer/Herbst | Durchgang im Sommer/Herbst                | Durchgang im Sommer/Herbst |
| Datum                      | Spielpaarung                              | Ergeb.                     |
| August 1915                | August 1915                               | August 1915                |
| -------------------------- | ----------------------------------------- | -------------------------- |
| 29. August 1915            | ASV Hertha Wien – SpC Rudolfshügel        | 0:1                        |
| 29. August 1915            | SC Wacker Wien – SK Rapid Wien            | 1:5                        |
| 29. August 1915            | Wiener Amateur SV – Wiener AC             | 0:1                        |
| 29. August 1915            | Wiener AF – Floridsdorfer AC              | 1:2                        |
| 29. August 1916            | Wiener Sport-Club – 1. Simmeringer SC     | 4:0                        |
| September 1915             |                                           |                            |
| 12. September 1915         | Floridsdorfer AC – SpC Rudolfshügel       | 3:0                        |
| 12. September 1915         | ASV Hertha Wien – SK Rapid Wien           | 3:10                       |
| 12. September 1915         | SC Wacker Wien – Wiener Sport-Club        | 1:0                        |
| 12. September 1915         | Wiener Amateur SV – 1. Simmeringer SC     | 2:1                        |
| 12. September 1915         | Wiener AF – Wiener AC                     | 4:2                        |
| 26. September 1915         | Floridsdorfer AC – Wiener Sport-Club      | 2:1                        |
| 26. September 1915         | SK Rapid Wien – Wiener Association FC     | 2:1                        |
| Oktober 1915               |                                           |                            |
| 10. Oktober 1915           | 1. Simmeringer SC – ASV Hertha Wien       | 2:0                        |
| 10. Oktober 1915           | SC Wacker Wien – Floridsdorfer AC         | 1:1                        |
| 10. Oktober 1915           | Wiener Sport-Club – Wiener Amateur SV     | 1:2                        |
| 24. Oktober 1915           | 1. Simmeringer SC – Wiener AC             | 0:6                        |
| 24. Oktober 1915           | ASV Hertha Wien – Wiener Sport-Club       | 1:2                        |
| 24. Oktober 1915           | SpC Rudolfshügel – SK Rapid Wien          | 3:3                        |
| 24. Oktober 1915           | Wiener Amateur SV – Floridsdorfer AC      | 0:1                        |
| 24. Oktober 1915           | Wiener Association FC – Wacker Wien       | 4:1                        |
| 31. Oktober 1915           | SpC Rudolfshügel – Wiener Association FC  | 3:3                        |
| 31. Oktober 1915           | Wiener AC – SK Rapid Wien                 | 5:2                        |
| 31. Oktober 1915           | Wiener Amateur SV – ASV Hertha Wien       | 2:0                        |
| November 1915              |                                           |                            |
| 7. November 1915           | 1. Simmeringer SC – SC Wacker Wien        | 3:4                        |
| 12. November 1915          | Wiener AC – SpC Rudolfshügel              | 5:3                        |
| 14. November 1915          | Floridsdorfer AC – ASV Hertha Wien        | 1:0                        |
| 14. November 1915          | SpC Rudolfshügel – 1. Simmeringer SC      | 6:3                        |
| 14. November 1915          | Wiener AC – SC Wacker Wien                | 4:1                        |
| 14. November 1915          | Wiener Association FC – Wiener Amateur SV | 2:0                        |
| 14. November 1915          | Wiener Sport-Club – SK Rapid Wien         | 2:4                        |
| 21. November 1915          | Floridsdorfer AC – Wiener AC              | 1:0                        |
| 21. November 1915          | ASV Hertha Wien – Wiener Association FC   | 0:6                        |
| 21. November 1915          | SK Rapid Wien – 1. Simmeringer SC         | 8:0                        |
| 21. November 1915          | SC Wacker Wien – Wiener Amateur SV        | 1:1                        |
| 21. November 1915          | Wiener Sport-Club – SpC Rudolfshügel      | 1:3                        |
| Dezember 1915              |                                           |                            |
| 5. Dezember 1915           | Wiener AC – ASV Hertha Wien               | 8:1                        |
| 5. Dezember 1915           | Wiener Amateur SV – SK Rapid Wien         | 0:4                        |
| 8. Dezember 1915           | Wiener AC – Wiener Sport-Club             | 2:1                        |
| 12. Dezember 1915          | Wiener AC – SC Rudolfshügel               | 5:3                        |
| 12. Dezember 1915          | 1. Simmeringer SC – Wiener Association FC | 0:9                        |
| 12. Dezember 1915          | ASV Hertha Wien – SC Wacker Wien          | 0:0                        |
| 12. Dezember 1915          | SK Rapid Wien – Floridsdorfer AC          | 2:1                        |
| 19. Dezember 1915          | Wiener Amateur SV – SpC Rudolfshügel      | 2:7                        |

| Durchgang im Frühjahr | Durchgang im Frühjahr                     | Durchgang im Frühjahr |
| Datum                 | Spielpaarung                              | Ergeb.                |
| März 1916             | März 1916                                 | März 1916             |
| --------------------- | ----------------------------------------- | --------------------- |
| 5. März 1916          | SK Rapid Wien – Wiener Sport-Club         | 6:1                   |
| 5. März 1916          | SpC Rudolfshügel – Floridsdorfer AC       | 1:2                   |
| 5. März 1916          | Wiener AC – 1. Simmeringer SC             | 8:3                   |
| 12. März 1916         | 1. Simmeringer SC – Wiener Amateur SV     | 0:1                   |
| 12. März 1916         | SK Rapid Wien – SC Wacker Wien            | 4:2                   |
| 12. Mär 1916          | Wiener AC – Floridsdorfer AC              | 5:3                   |
| 12. März 1916         | Wiener Sport-Club – Wiener Association FC | 2:6                   |
| 19. März 1916         | 1. Simmeringer SC – SpC Rudolfshügel      | 1:8                   |
| 19. März 1916         | Floridsdorfer AC – Wiener Amateur SV      | 3:1                   |
| 19. März 1916         | ASV Hertha Wien – Wiener AC               | 0:6                   |
| 19. März 1916         | Wiener Sport-Club – SC Wacker Wien        | 1:1                   |
| April 1916            |                                           |                       |
| 9. April 1916         | Wiener Amateur SV – Wiener Sport-Club     | 3:0                   |
| 9. April 1916         | SC Wacker Wien – Wiener Association FC    | 0:0                   |
| 16. April 1916        | SK Rapid Wien – SpC Rudolfshügel          | 2:0                   |
| 16. April 1916        | SC Wacker Wien – Wiener AC                | 1:1                   |
| 16. April 1916        | Wiener Association FC – ASV Hertha Wien   | 5:0                   |
| 30. April 1916        | ASV Hertha Wien – Floridsdorfer AC        | 0:3                   |
| 30. April 1916        | SC Wacker Wien – SpC Rudolfshügel         | 4:1                   |
| 30. April 1916        | Wiener Association FC – 1. Simmeringer SC | 6:0                   |
| 30. April 1916        | Wiener Sport-Club – Wiener AC             | 1:2                   |
| Mai 1916              |                                           |                       |
| 14. Mai 1916          | SK Rapid Wien – ASV Hertha Wien           | 8:1                   |
| 14. Mai 1916          | SC Rudolfshügel – Wiener AC               | 0:3                   |
| 14. Mai 1916          | SC Wacker Wien – 1. Simmeringer SC        | 1:0                   |
| 14. Mai 1916          | Wiener Amateur SV – Wiener Association FC | 1:4                   |
| 14. Mai 1916          | Wiener Sport-Club – Floridsdorfer AC      | 0:6                   |
| 21. Mai 1916          | 1. Simmeringer SC – Floridsdorfer AC      | 0:6                   |
| 21. Mai 1916          | Wiener Association FC – SK Rapid Wien     | 2:1                   |
| 21. Mai 1916          | ASV Hertha Wien – Wiener Amateur SV       | 1:2                   |
| 28. Mai 1916          | 1. Simmeringer SC – Wiener Sport-Club     | 1:4                   |
| 28. Mai 1916          | Floridsdorfer AC – SK Rapid Wien          | 2:3                   |
| 28. Mai 1916          | SC Wacker Wien – ASV Hertha Wien          | 3:1                   |
| 28. Mai 1916          | Wiener AC – Wiener Amateur SV             | 3:3                   |
| 28. Mai 1916          | Wiener Association FC – SC Rudolfshügel   | 2:3                   |
| Juni 1916             |                                           |                       |
| 6. Juni 1916          | SpC Rudolfshügel – ASV Hertha Wien        | 4:1                   |
| 18. Juni 1916         | Floridsdorfer AC – Wiener Association FC  | 4:3                   |
| 18. Juni 1916         | ASV Hertha Wien – 1. Simmeringer SC       | 4:3                   |
| 18. Juni 1916         | SC Rudolfshügel – Wiener Sport-Club       | 6:4                   |
| 25. Juni 1916         | 1. Simmeringer S – SK Rapid Wien          | 1:7                   |
| 25. Juni 1916         | Floridsdorfer AC – SC Wacker Wien         | 3:0                   |
| 25. Juni 1916         | SC Rudolfshügel – Wiener Amateur SV       | 3:0                   |
| 25. Juni 1916         | Wiener AC – Wiener Association FC         | 2:4                   |
| 25. Juni 1916         | Wiener Sport-Club – ASV Hertha Wien       | 2:0                   |
| Juli 1916             |                                           |                       |
| 2. Juli 1916          | SK Rapid Wien – Wiener Amateur SV         | 9:0                   |
| 9. Juli 1916          | Wiener Amateur SV – SC Wacker Wien        | 3:5                   |
| 16. Juli 1916         | SK Rapid Wien – Wiener Association FC     | 7:1                   |

#### Torschützenliste
| Pl.                    | Tore    | Spieler          | Verein                |
| ---------------------- | ------- | ---------------- | --------------------- |
| 1.                     | 24 Tore | Richard Kuthan   | SK Rapid Wien         |
| 2.                     | 20 Tore | Eduard Bauer     | SK Rapid Wien         |
| 3.                     | 19 Tore | Otto Necas       | SC Rudolfshügel       |
|                        |         | Leopold Neubauer | Wiener Association FC |
| 5.                     | 18 Tore | Gustav Wieser    | SK Rapid Wien         |
| Quelle: Austria Soccer |         |                  |                       |

siehe auch Liste der besten Torschützen Österreichs

#### Die Meistermannschaft
| SK Rapid Wien |
| Josef Koceny, Franz Leuthe, Josef Herschl – Franz Balzer, Willibald Stejskal, Robert Cimera, Fritz Brandstetter, Josef Lukaschovsky, Oskar Krampf, Eisler, Karl Harmer, Sickerl, Otto Eisenschimmel, Josef Brandstetter, Josef Klíma, Knechtle, Gustav Putzendopler, Karl Jech, Johann Frassl, Rudolf Rupec, Karl Wondrak, Leopold Nitsch, Franz Kuba, Josef Hagler, Oswald, Leopold Grundwald, Heinrich Körner, Ferdinand Swatosch, Eduard Bauer, Richard Kuthan, Gustav Wieser Sektionsleiter: Dionys Schönecker |
| Quelle: Austria Soccer |

### Zweite Klasse (NFV)

#### Allgemeines
Wegen des Ersten Weltkriegs nahmen nur sechs Mannschaften an der Zweiten Klasse teil. Der Meister, Rot Stern Wien, war nicht aufstiegsberechtigt.

#### Abschlusstabelle
| Pl.                                            | Verein               | Sp. | S | U | N | Tore    | Quote | Punkte |
| ---------------------------------------------- | -------------------- | --- | - | - | - | ------- | ----- | ------ |
| 1.                                             | Rot Stern Wien       | 10  | 7 | 3 | 0 | 024:120 | 2,00  | 17     |
| 2.                                             | SC Donaustadt        | 10  | 7 | 2 | 1 | 028:800 | 3,50  | 16     |
| 3.                                             | SK Admira Wien       | 10  | 6 | 2 | 2 | 026:100 | 2,60  | 14     |
| 4.                                             | Nußdorfer AC         | 10  | 2 | 2 | 6 | 010:240 | 0,42  | 06     |
| 5.                                             | SC Ober St. Veit (N) | 10  | 2 | 0 | 8 | 006:290 | 0,21  | 04     |
| 6.                                             | SK Slovan Wien       | 10  | 1 | 1 | 8 | 014:250 | 0,56  | 03     |
| Stand: Endstand. Quelle: Austria Soccer, RSSSF |                      |     |   |   |   |         |       |        |

| (N) | Neuaufsteiger der Saison 1914/15 |

Aufsteiger, Wiederaufnahme des Spielbetriebes oder Umsteiger von FBiNÖ
- Zweite Klasse B: SC Hakoah Wien, Jedlersdorfer SC, Ottakringer SC, Favoritner FK Sturm
- FBiNÖ: First Vienna FC 1894

### Meisterschaft des DAFV
Eine Meisterschaft des Deutsch-Alpenländischen Fußballverbandes (DAFV) wurde wegen des Ersten Weltkrieges in dieser Saison keine ausgetragen.

## Situation in den Kronländern

### Böhmen
Der Deutsche Fußball-Verband für Böhmen trug in dieser Saison keine Meisterschaft aus. Für die tschechischsprachigen Vereine gab es die Tschechische Fußballmeisterschaft 1916 in Böhmen, die, vor allem in Prag, ausgetragen und vom Český svaz footballový (ČSF) organisiert wurde.

### Mähren-Schlesien
Der Deutsche Fußball-Verband für Mähren und Schlesien trug in dieser Saison keine Meisterschaft aus.

### Polen
Der Deutsche Fußball-Verband für Polen trug in dieser Saison keine Meisterschaft aus.